# ميشيلا ماير
ميشيلا ماير (بالسويدية: Michaela Meijer)‏ هي منافسة ألعاب القوى سويدية، ولدت في 30 يوليو 1993 في غوتنبرغ في السويد.

## وصلات خارجية
- ميشيلا ماير على موقع الاتحاد الدولي لألعاب القوى (الإنجليزية)
- ميشيلا ماير على موقع الدوري الماسي (الإنجليزية)
- ميشيلا ماير على موقع أوليمبيديا (الإنجليزية)
- ميشيلا ماير على موقع اللجنة الأولمبية السويدية (السويدية)